# توسن (موشک)
موشکِ توسن موشک ضدزره ایرانی است که از جمله اولین تولیدات بومی نیروهای مسلح کشور محسوب می‌گردد که با هدف منهدم کردن انواع اهداف زرهی ثابت-متحرک، مجهز به زره‌های واکنشی و غیر واکنشی، استحکامات بتنی و اهداف دریایی قابل استفاده است. تکنولوژی این موشک چند سالی‌است که به چرخه دفاعی ایران ورود پیدا کرده‌است و در بسیاری از نیروهای جمهوری اسلامی ایران همانند نیروی زمینی ارتش بالاخص در نقاط مرزیِ ایران بکار گرفته شده مورد استفاده قرار گرفته‌است.
از جمله ویژگی‌های این موشک می‌توان اشاره کرد به اینکه: با داشتن دو سرجنگی در فواصل ۷۵ متری بعد از پرتاب از موشک‌انداز مسلح می‌گردد و قادر است اهداف مختلفی را در فاصلهٔ دور منهدم نماید، و علت آن، نوع هدایتش است که از انواع saclos می‌باشد؛ در این مدل هدایت ردیابی به صورت دستی است ولی ردیابی و کنترل موشک بگونه ای خودکار انجام می‌شود. همچنین، هدایتِ مذکور سبب آن می‌شود که موشک از نقطهٔ نامرئی برای کاربر حرکتش را آغاز کند و با سادگیِ بیشتری عمل نماید؛ بنابراین علت اینست که از این نوع هدایت در مقابل هدفهای زمینی همانند تانکها و پناهگاه‌ها استفاده می‌گردد. از دیگر خصیصه‌های این موشک، قابلیت پرتاب آن از روی نفربر زرهی بی‌ام‌پی-۲ و لانچر زمینی است، این درحالیست که این لانچر دارای امکان نصب بر روی خودروی جیپ هم می‌باشد و امکان مجهز کردن آن به دوربین حرارتی دید در شب نیز امکان‌پذیر است.
دیگر ویژگی‌های موشک توسن عبارتند از:
بُرد تقریباً بالا، هدایت مطمئن، احتمال اصابت بیشتر، وزن سبک، سرعت عمل در شناسایی اهداف، قابلیت هدایت و کنترل آن در تاریکی … و نیروهای عمل کننده قادر خواهند بود که در عملیات آفندی، پدافندی و جنگ‌های نامنظم هم از آن استفاده نمایند.
طول موشک توسن تقریباً ۱۳۰ سانتیمتر است و دارای قطری نزدیک به ۱۳۵ میلیمتر، وزن ۵٫۲۶ کیلوگرم، نوع سرجنگی در آن heat و نوع سوختش جامد دوپایه می‌باشد. از دیگر مشخصات این موشک: «نداشتن وزن زیاد، امکان حمل موشک‌انداز، سرعت عمل در شناسایی اهداف، قابلیت تغییر سریع ۳۶۰ درجه‌ای با منظور رهگیری هدف» می‌باشد که آنرا به سلاحی تهاجمی، نفوذی و مرگبار مبدل می‌نماید. نیروهای مسلح ایران از این موشک به منظور عملیات‌های نفوذی، تهاجمی و جنگ و گریز استفاده می‌نماید و موشک توسن منطبق با اصل نبرد ناهمگون و تهدیدات روز به مرحله تولید رسیده‌است.